# 10.ª Divisão Panzer SS Frundsberg

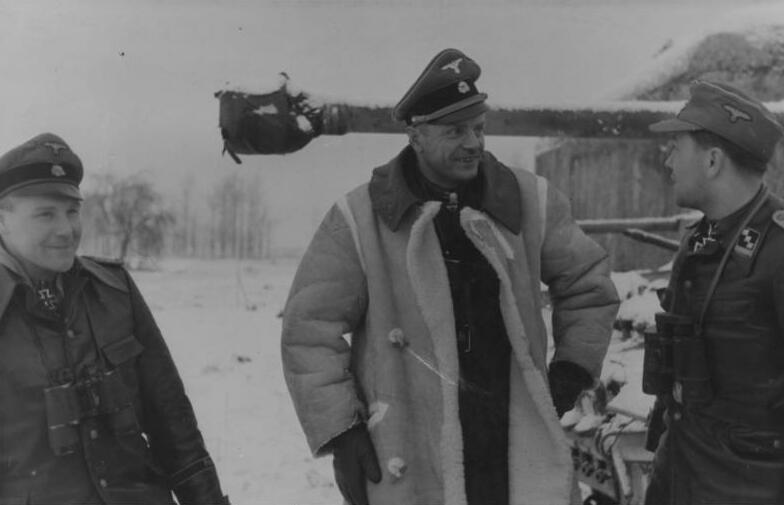
Os oficiais Heinz Harmel e Karl-Heinz Euling da 10º Divisão.

A 10ª Divisão Panzer SS Frundsberg foi uma divisão alemã da Waffen SS Panzer. A divisão foi formada no início de 1943 como uma ação preventiva à esperada invasão aliada na França. Apesar disso, a primeira campanha ocorreu na Ucrânia em abril de 1944. Altamente motivados após o sucesso do combate na Ucrânia, a unidade foi, então, transportada de volta ao oeste, aonde combateram os aliados na França e em Arnhem. Mais tarde foi transportada para o Pomerânia, aonde combateu ao sul de Berlim na área de Lausitz até ao final da guerra. Diferentemente da maioria das divisões Panzer SS anteriores, a divisão "Frundsberg" não realizou atrocidades contra civis e combatentes inimigos. Baseando-se no seu histórico de combate, foi uma divisão de elite e também com reputação por combater uma "guerra limpa". Depois da guerra, teve uma associação de veteranos altamente ativa.

## História
Inicialmente, o nome karl der Große foi usado para a divisão por um período em 1943. Porém, voluntários franceses da Wehrmacht e da Waffen-SS já usavam o nome, então o título de honra Frundsberg foi escolhido, o qual se refere ao 16º comandante lansquenete alemão, Georg von Frundsberg.
A divisão foi formada principalmente por recrutas. Efetuou sua primeira ação em Tarnopol em abril de 1944 e mais tarde fez parte do resgate de tropas alemãs capturadas pelos Kamianets-Podilskyi.
Foram então enviados à Normandia para vigiar os desembarques aliados. Eles, e também sua divisão "gêmea", a 9ª Divisão Panzer SS Hohenstaufen, desempenharam um importante papel na contenção de forças britânicas na Normandia, particularmente durante a Operação Epsom.
Bateram em retirada para a Bélgica antes de serem enviados para Arnhem, aonde depois de pouco tempo tiveram que enfrentar o ataque de paraquedistas aliados durante a operação Operation Market Garden em Nijmegen, na Holanda, neste mesmo período, juntamente com a 9ª SS Panzer, formou-se a II SS Panzer Corps.
Após a restauração, a divisão combateu na Alsácia em Janeiro de 1945. Sendo então transportados à frente leste para combater a invasão do exército vermelho na Pomerânia e, mais tarde, na Saxônia.
Encurralados no Halbe Pocket, a divisão teve baixas pesadas mas conseguiu vencer o bloqueio e recuar para Moritzburg, antes de alcançarem a área de Teplice na Tchecslováquia ao final da guerra. Neste local, a divisão foi rendida pelo exército dos Estados Unidos.

## Composição
- 10.º Batalhão Panzer SS
- 21.º Regimento Panzer Grenadier SS
- 22.º Regimento Panzer Grenadier SS
- 10.ª Regimento de Artilharia Panzer SS
- 10.ª Regimento Motorizado SS
- 10.º Batalhão de Reconhecimento SS
- 10.º Batalhão Antitanque SS
- 10.º Batalhão de Assalto SS
- 17.º Batalhão de Engenharia SS
- 17.º Batalhão de Comunicações SS
- 10.º Batalhão de Defesa Antiaérea SS
- 17.º Batalhão de Rockets SS
- 17.º Tropas de Abastecimentos SS[1]